# Борислав Стоянов (архитект)
 Тази статия е за архитекта.  За футболиста вижте Борислав Стоянов (футболист).  
Борислав Йорданов Стоянов е виден български архитект.

## Биография
Стоянов е роден в 1911 година в Солун, тогава в Османската империя, днес в Гърция. В 1934 година завършва архитектура в Дармщат, Германия и се установява в България, където започва частна практика. От 1943 година е асистент във Висшето техническо училище в София. От 1950 година е ръководител на катедра Строителна техника в Института по градоустройство и архитектура при БАН. От 1960 година е доцент, а от 1963 – професор. От 1969 до 1972 година е ръководител на катедра Сградостроителство във Висшия инженеро-строителен институт (ВИСИ). От 1952 до 1953 година е заместник-декан, а от 1966 до 1968 година – декан на Архитектурния факултет на ВИСИ. От 1970 до 1972 година е заместник-ректор. Занимава се с въпросите на сглобяемото жилищно строителство. Автор е на жилищни сгради в София и Димитровград. Носител на ордени НРБ II степен (1968) и I степен (1986).
Умира в 1991 година в София.

## Памет
На Борислав Стоянов е наречена улица в квартал „Американски колеж“ в София (Карта).

## Трудове
- Строителство с големи блокове (1959)
- Най-подходящото за нашите условия сглобяемо жилищно строителство (1960)
- Съвременни архитектурни конструкции (1963)
- Старата родопска архитектура (1964)
- Съвременни архитектурни конструкции, II преработено и допълнено издание (1977)
- Съвременна архитектура (1977)[3]